# Agrotis juncta
Agrotis juncta là một loài bướm đêm trong họ Noctuidae.